# Eutarico
[Flávio] Eutarico Cílica ou Eutarico Ciliga (em latim: Flavius Eutharicus Cillica; c. 480 - 522) foi um príncipe ostrogótico do Reino Visigótico que, durante o começo do século VI, serviu como cônsul romano e "filho-em-armas" (filius per arma) ao lado do imperador bizantino Justino I (r. 518–527). Ele era genro e herdeiro presuntivo do rei ostrogótico Teodorico, o Grande (r. 474–526), mas morreu em 522 aos 42 anos, antes de poder herdar o título de seu sogro. Teodorico alegou que Eutarico era um descendente da casa real ostrogótica dos Amalos e pretendia-se que seu casamento com Amalasunta, filha de Teodorico, unisse os reinos góticos, estabelecesse a dinastia de Teodorico e fortalecesse o controle gótico sobre a Itália.
Enquanto Eutarico foi nominalmente um estadista, político e soldado do Império Romano, ele também era um cristão ariano, cujas visões se chocaram com a maioria católica. Durante seu consulado em 519, as relações com o Império Bizantino floresceram e o cisma acaciano entre as Igrejas Oriental e Ocidental foi encerrado. Como cônsul ele aplicou a política tolerante de Teodorico com relação aos judeus, e chamou sobre si o ressentimento dos católicos locais, cujas tradições foram menos que toleradas. Após alguns distúrbios em Ravena, onde católicos incendiaram algumas sinagogas, a posição pró-judaica de Eutarico foi relatada com ressentimento em uma fragmentada crônica contemporânea.

## Biografia

### Infância

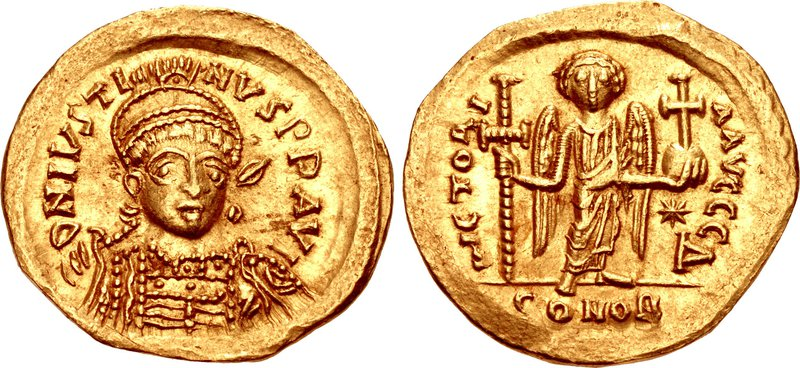
Soldo de r.

Reino Visigótico de Alarico II r. em 500

Eutarico nasceu em torno de 480, um membro da nobre família ostrogótica dos Amalos. Sua ancestralidade foi traçada por Jordanes, que relatou na Gética que Eutarico era filho de Veterico, neto de Berismundo, bisneto de Torismundo e tataraneto de Hunimundo, o Jovem, os últimos dois tendo sido reis ostrogóticos durante o final do século IV e começo do V. Eutarico cresceu no Reino Visigótico da Hispânia, onde tinha uma reputação de ser "um jovem forte em sabedoria e valor e saúde de corpo". Mais tarde ele tornar-se-ia "filho-em-armas" (filius per arma) do imperador bizantino Justino I (r. 518–527), o que poderia indicar que ele ocupou parte de sua infância como soldado.
O estatuto de Eutarico no mundo gótico e romano era elevado, o que chamou a atenção de Teodorico, o Grande (r. 474–526), uma vez que eram aparentados por sua conexão mútua com Hermenerico. Hermenerico era um rei ostrogótico que governou um vasto território ao norte do mar Negro, na região de Aujo. Eutarico era descendente em 5º grau de Hermenerico, enquanto Teodorico era um descendente do irmão mais velho de Hermenerico, Vultulfo.
Pelo final do século V, Teodorico era rei ostrogótico, governando a Itália, Dalmácia e Panônia através de Ravena, e um aliado próximo do imperador bizantino Zenão (r. 474–475; 476–491). Apesar de haver uma tensão entre Teodorico e o sucessor imperial Anastácio I Dicoro (r. 491–518), Justino I durante seu reinado procurou reconciliar-se com ele, pois sua influência no mundo bárbaro tornava-o um aliado poderoso. Tendo trabalho ao longo de sua vida para estabelecer um reino e fortalecer relações com a Igreja e Roma, Teodorico procurava estabelecer uma dinastia. Seu casamento com Audofleda, contudo, produziu apenas uma filha, Amalasunta. Portanto, para alcançar suas ambições, Teodorico teria de garantir a escolha de um genro com uma ancestralidade forte igual à sua. Suas investigações nas linhagens reais góticas, que estavam por aquele tempo amplamente distribuídas através da Europa, levaram-o para a Hispânia. Lá, descobriu Eutarico, o último herdeiro de outro ramo dos Amalos, que tinha recentemente assumido a regência da Hispânia.
Estudos mais recentes, contudo, sugerem que a ancestralidade de Eutarico relacionada aos Amalos pode ter sido uma invenção deliberada por parte de Teodorico para ajudar suas ambições de estabelecer a credibilidade dinástica. Segundo a Gesta Theoderici, Eutarico pertenceu à casa gótica de Alano em vez da dinastia dos Amalos. Enquanto Jordanes, em sua história dos godos, faz referência à prudência e à virtude (prudentia et virtus) de Eutarico, isso também pode ter sido uma criação de Teodorico. Estas qualidades eram reconhecidas como requisitos da ideologia etnográfica gótica, expressa no código de civilidade deles. Teria sido altamente benéfico para o genro escolhido pelo rei caso ele as possuísse.

### Corte de Teodorico

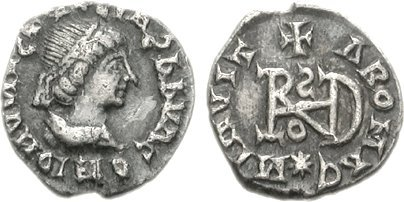
Síliqua de r.

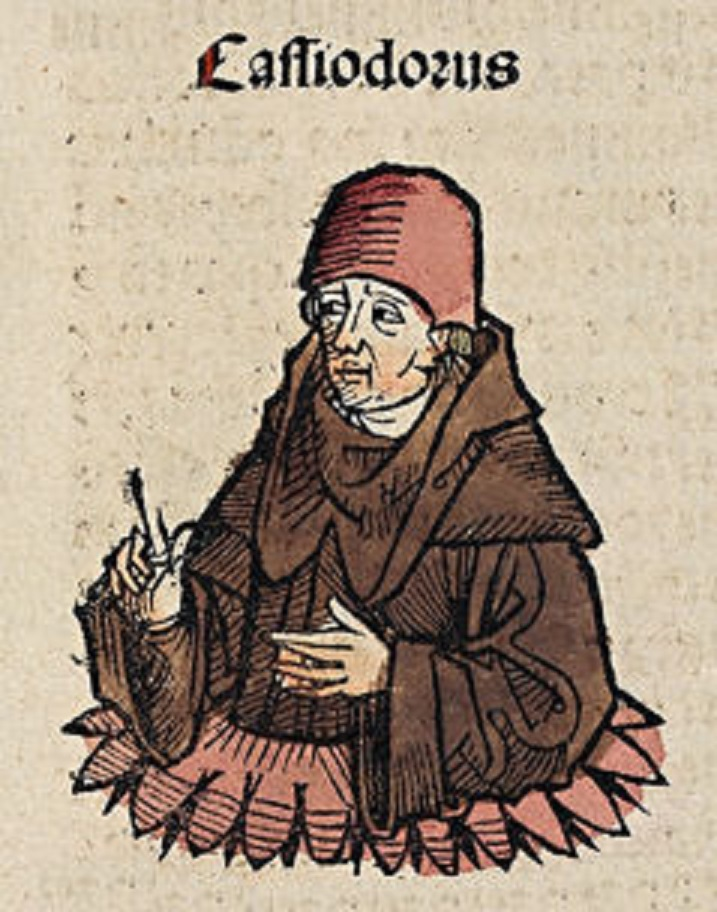
Iluminura de Cassiodoro proveniente da Crônica de Nurembergue

Em 515, Eutarico respondeu um convocação de Teodorico, o Grande e mudou-se para a corte ostrogótico em Ravena. Lá, recebeu Amalasunta em casamento e foi aclamado herdeiro presuntivo. Enquanto na Itália, ele desempenhou um importante papel político no Reino Ostrogótico. Com um conhecimento da corte, tinha a habilidade para servir no governo e era respeitado pelos romanos, que admiraram sua liberalidade e magnificência. Os autores católicos do período, contudo, indicam que, enquanto seu sogro era renomado por políticas de tolerância, Eutarico atuou mais como um "ariano fanático".
Em 498, como vice-gerente imperial nominal da Itália, Teodorico havia recebido o direito de nomear o candidato consular ocidental para casa ano. Contudo, a ele havia sido imposta uma restrição: selecionaria apenas cidadãos romanos para a posição. Para ascender Eutarico, o rei desejava fazê-lo cônsul para o ano 519. Assim, de modo a contornar a restrição imposta para suas nomeações, e como um favor para Teodorico, Justino I nomeou-o.
Sua nomeação foi bem sucedida, e em janeiro de 519 o herdeiro ocupou a posição de cônsul ocidental. Ao garantir-lhe cidadania romana, aceitá-lo como co-cônsul e chamá-lo um "filho-em-armas", Justino I procurou restaurar laços com Teodorico. Além disso, Justino I favoreceu ainda mais o herdeiro presuntivo ao conceder-lhe o consulado sênior. É relatado que as celebrações que marcaram sua ascensão foram "apresentações magníficas de bestas selvagens trazidas da África" e que um diplomata em missão na Itália, o patrício Símaco, estava "maravilhado com as riquezas dadas pelos godos e romanos".
Durante este período, ele foi louvado por Cassiodoro no senado em um elogio na qual é comparado aos grandes cônsules do passado. A pequena Crônica, que Cassiodoro escreveu para parabenizá-lo por seu consulado, é notória por focar na ascensão de Eutarico para uma posição de grande honra civil, em vez de quaisquer vitórias militares, como teria sido mais comum para o passado da nobreza gótica. Seu período como cônsul é retratado amplamente como um período de prosperidade para o Império Romano do Ocidente com o código da civilidade sendo promulgado. Em março de 519, o cisma acaciano que tinha separado as igrejas Oriental e Ocidental nos 35 anos precedentes fora encerrado e as igrejas reconciliadas. Em complemento à prosperidade sentida pelos povos do Império Romano, o ano do consulado de Eutarico também foi descrito como parecendo "[um ano] de reluzente promessa para o Reino Ostrogótico".
A contemporânea crônica católica de Anônimo Valesiano retrata Eutarico dum ponto de vista negativo, afirmando que era um homem rude e inimigo da fé católica e que teria tomado partido pelos judeus nos distúrbios antijudeus em Ravena sobre os direitos de congregação judaica em suas sinagogas; o desacordo suscitou um conflito entre arianos e católicos com o ariano Eutarico escolhendo ajudar os judeus. Pensa-se que o ultraje manifestado pelos católicos naquela ação foi na proporção de Eutarico ser um símbolo para a recente reconciliação entre as Igrejas Oriental e Ocidental realizada sob a direção de Teodorico. No evento em questão, as sinagoras de Ravena e Roma foram incendiadas por cristãos, e Teodorico, que estava em Verona, ordenou que os incendiários pagassem a reconstrução das sinagogas.

### Morte e legado

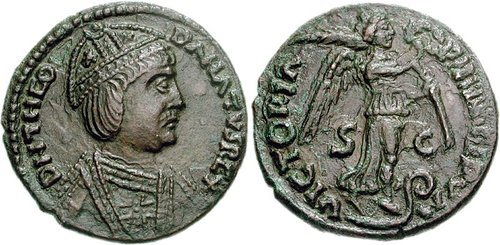
Fólis do rei Teodato r.

Eutarico morreu aos 42 anos em 522, menos de três anos após seu consulado. Sua morte causou problemas para Teodorico, que nunca pode estabelecer uma forte dinastia gótica. Embora Eutarico e Amalasunta tivessem um filho chamado Atalarico que nascera em 516, e uma filha chamada Matasunta, a dinastia nunca estabeleceu-se convincentemente. Teodorico nomeou Atalarico como seu herdeiro em 526, e a mãe de Atalarico atuou como regente por seu filho após a morte do rei naquele ano. Atalarico morreu em outubro de 534, aos 15 anos. Para manter seu poder, Amalasunta trouxe seu primo chamado Teodato (r. 534–536) para o trono. Embora tenha jurado fidelidade, Teodato sentiu-se inseguro e em dezembro de 534, mandou prender Amalasunta numa ilha do lago Bolsena, onde foi posteriormente assassinada em 30 de abril de 535.